# Farra d'Isonzo
Farra d'Isonzo (Fare in friulano standard, Fara nella variante locale) è un comune italiano di 1 671 abitanti del Friuli-Venezia Giulia.

## Geografia fisica
Farra è un centro rigoglioso per i numerosi vigneti che ricoprono il suo vasto territorio. Le vecchie caratteristiche di paesaggio agricolo si sono mantenute nella struttura urbana della località, che comprende numerosi borghi e le due località di Mainizza e Villanova. Il territorio comunale è delimitato ad est e sud dal fiume Isonzo ed è caratterizzato dal rilievo del monte Fortino (116 m) in prossimità della frazione di Villanova.

## Storia
Il nome "Farra" è di origine longobarda; infatti deriva da fara, che in lingua longobarda indica una fortezza concessa a singole famiglie con rispettive discendenze. I Romani avevano a suo tempo una statio presso la quale costruirono un massiccio ponte sull'Isonzo, il Pons Sontii, nella frazione della Mainizza per comunicare con le terre dell'est. Da questo ponte strategico passarono, per invadere l'impero, i Goti, gli Ostrogoti, i Longobardi, gli Avari, gli Unni, gli Ungari ed i Turchi.
Nel corso del Medioevo l'abitato si è imperniato sostanzialmente sul locale castello che nel 967 era stato donato dall'Imperatore Ottone I di Sassonia al patriarca Rodoaldo di Aquileia che, assieme ai suoi successori, mantenne il possesso della fortificazione alla chiesa locale sino all'inizio del Duecento quando esso venne conquistato e distrutto dai conti di Gorizia. In epoche successive la città venne quindi infeudata alla famiglia Strassoldo che tra XV e XVI secolo dovettero difenderla dall'invasione di ungari e turchi e risentì duramente anche delle guerre tra la Repubblica di Venezia e l'Austria che avevano interesse ad estendersi su quest'area strategica. Dopo la parentesi napoleonica, il paese tornò sotto l'amministrazione austriaca e venne annesso poi all'Italia solo qualche tempo dopo il termine della prima guerra mondiale, il 5 gennaio 1921 (con Legge n. 1778).

### Simboli
Lo stemma è stato concesso con regio decreto del 31 ottobre 
1929.
Il gonfalone, concesso con DPR del 19 novembre 1976, è un drappo troncato di giallo e di bianco.

## Monumenti e luoghi d'interesse

### Architetture religiose

#### Chiesa di Santa Maria Assunta
Le tracce più antiche del primo luogo di culto presente a Farra d'Isonzo si trovano alle spalle dell'attuale sacrestia dove si possono riconoscere i resti del primo edificio di culto, eretto a metà del XV secolo, di cui oggi è rimasto solo l'abside di forma poligonale, adibito a cappella feriale, mentre il resto dell'edificio è stato inglobato nella sacrestia. Durante i lavori di restauro dell'antica chiesa eseguiti negli anni '80 del Novecento, vennero alla luce anche dei resti di architetture longobarde, motivo per cui si ha ragione di credere che potesse esistere già a quell'epoca un luogo di culto nell'area. I resti dell'abside della chiesa quattrocentesca, sono caratterizzati da uno stile gotico, con al centro un affresco raffigurante una Madonna con Bambino, il tutto sormontato da una volta costolonata con una chiave di volta ed una rosetta nella quale sono incise le lettere "Y.X.D.F.V.M.N." e "Y.H.V." a significare "Yesu X[Ch]risto Dei Filio Virgine Maria Nato" (Gesù figlio di Dio nato da Maria Vergine) e "Yesu Hominum Vota" (Offerta dagli uomini a Gesù). L'antica chiesa godeva, oltre dell'altare maggiore , di un altare minore sul fianco sinistro dedicato ai santi Rocco e Sebastiano, mentre quello di destra era dedicato a santa Margherita. all'inizio del XVIII secolo la chiesa venne giudicata troppo angusta per il paese che continuava ad espandersi e pertanto si decise la costruzione di una nuova chiesa.
La chiesa attuale venne eretta nel 1728 accanto alla precedente, sull'area un tempo occupata dal cimitero. Durante la visita apostolica dell'arcivescovo di Gorizia, Carlo Michele d'Attems, nel 1759, la chiesa risultava già completata con l'altare maggiore, dedicato alla Vergine Assunta, mentre erano presenti due altari laterali, uno dedicato a sant'Antonio abate e l'altro a sant'Antonio di Padova, poi sostituiti con quelli attuali dedicati a san Pietro e san Paolo. La torre campanaria, eretta successivamente, venne innalzata di altri 15 metri rispetto all'originale e venne completata da una copertura a cipolla in rame. A seguito della prima guerra mondiale, l'edificio risultò semidistrutto e solo a partire dal primo dopoguerra venne iniziata la ricostruzione della chiesa, conclusasi nel 1923 con la nuova consacrazione della parrocchia. Negli anni successivi vennero realizzati i nuovi dipinti interni e installato il nuovo organo; anche il campanile venne ricostruito con una terminazione a cuspide.

#### Altre chiese
- Chiesa di Nostra Signora del Sacro Cuore (località Mainizza)
- Chiesa dei Santi Pietro e Paolo (località Villanova)
- Chiesa dell'Immacolata Concezione (Borgo Zuppini)

### Architetture civili

#### Palazzo Strassoldo-Peteani-Calice

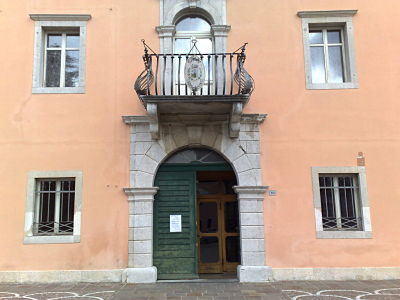
L'entrata di Palazzo Strassoldo-Peteani-Calice

Accanto ai moderni edifici ricostruiti dopo gli eventi bellici, si erge Palazzo Strassoldo-Peteani-Calice. La costruzione venne eretta a partire dal 1728 per volontà di un ramo della famiglia Strassoldo di Gorizia che già in loco possedeva un palazzo che a suo tempo era stato completamente demolito dalle autorità governative per punire Nicolò Strassoldo che, assieme a Marianna Music e Lucio Della Torre, si era reso complice di atroci delitti. Il palazzo venne in seguito acquistato dai baroni Peteani e, dopo dei passaggi ereditari, entrò tra i beni della contessa Elisabetta Beretta, la quale a sua volta lo vendette alla famiglia Calice. Dal 1908, il palazzo divenne sede del municipio locale.
Strutturalmente, il palazzo si presenta semplice, su due piani con un vaste soffitte. Al palazzo è ancora oggi annesso un discreto giardino, tutelato come bene ambientale locale.
- Sala civica comunale

#### Villa Parens
La villa venne costruita nel 1860 come residenza per i ricchi proprietari del mulino presente nella località Borgo Molino, sull'antica strada che conduceva da Gorizia a Gradisca d'Isonzo. La struttura venne acquistata da Ivan Petric, possidente originario di Lubiana, nel 1944 con l'intento di farne la sede per la propria azienda che consisteva in diversi vigneti e terreni coltivati nella zona di Nova Gorica. La villa acquisì però una certa importanza proprio durante il periodo della seconda guerra mondiale quando divenne sede del locale quartier generale tedesco (1944-1945) per poi essere requisita dall'esercito britannico durante il periodo della Linea Morgan (giugno 1945 - settembre 1947) come residenza per il comandante del 59º reggimento di fanteria, localmente acquartierato, passando poi al comando locale americano che la utilizzò come propria sede sino al definitivo ritiro delle truppe straniere dall'area (fine anni '40).
Tornata in possesso della famiglia Petric, passa in eredità alla famiglia Puiatti che nel 1984 conduce una vasta opera di ristrutturazione della villa.

### Architetture militari
- Gallerie cannoniere del monte Fortino[7]

## Società

### Evoluzione demografica
Abitanti censiti

### Lingue e dialetti
A Farra d'Isonzo, accanto alla lingua italiana, la popolazione utilizza la lingua friulana. Ai sensi della deliberazione n. 2680 del 3 agosto 2001 della Giunta della Regione autonoma Friuli-Venezia Giulia, il Comune è inserito nell'ambito territoriale di tutela della lingua friulana ai fini della applicazione della legge 482/99, della legge regionale 15/96 e della legge regionale 29/2007.
La lingua friulana che si parla a Farra d'Isonzo rientra fra le varianti appartenenti al friulano goriziano.

## Cultura
Vi si svolge un'intensa e vivace vita culturale in quanto si è dotata di numerose strutture come il centro sportivo e culturale intitolato al poeta Riccardo Pitteri, che onorò il paese scegliendolo come suo soggiorno estivo e la sala civica comunale, sede della biblioteca comunale e dell'associazione musicale e culturale che gestisce una rinomata scuola di musica.
Quest'ultima, presente sul territorio sin dagli anni '80, promuove annualmente un concorso di musica cameristica per i giovani di "Alpe Adria" e svariati concerti che si svolgono nell'auditorium sito al primo piano della struttura stessa. Attivo è pure il Gruppo vocale (composto da voci maschili) nato nel 1993 ma che vanta già una lusinghiera serie di successi con il suo repertorio di musica classica, popolare e religiosa, portato anche oltre oceano durante le diverse tournée in Argentina e Canada.

### Circolo culturale astronomico di Farra d'Isonzo
Il Circolo culturale astronomico di Farra d'Isonzo è tra i più prolifici scopritori di asteroidi.

### Musei
- Museo della civiltà contadina friulana
- Osservatorio astronomico, gestito dal Circolo culturale astronomico di Farra d'Isonzo

## Geografia antropica
Il comune di Farra d'Isonzo è diviso in 7 frazioni: Borgo Chiesa, Borgo del Molino, Borgo Grotta, Fossata, Mainizza, Monte Fortino, Villanova di Farra.

## Economia
L'economia di Farra d'Isonzo è legata principalmente all'allevamento di bovini ed all'agricoltura ove spicca la produzione di vini pregiati.

## Amministrazione
Dal 1948 a oggi
| Periodo | Periodo   | Primo cittadino   | Partito                                 | Carica  | Note |
| ------- | --------- | ----------------- | --------------------------------------- | ------- | ---- |
| 1948    | 1960      | Mario Ballaben    | Democrazia Cristiana                    | Sindaco |      |
| 1960    | 1975      | Giuseppe Pettarin | Democrazia Cristiana                    | Sindaco |      |
| 1975    | 1990      | Vincenzo Sfiligoj | Democrazia Cristiana                    | Sindaco |      |
| 1990    | 2009      | Maurizio Fabbro   | Democrazia Cristiana, poi liste civiche | Sindaco |      |
| 2009    | 2019      | Alessandro Fabbro | liste civiche                           | Sindaco |      |
| 2019    | in carica | Stefano Turchetto | liste civiche                           | Sindaco |      |

### Gemellaggi
- Oberaich
- Zalalövő